# Клаудио Ечевери
Клаудио Херемијас Ечевери (шп. Claudio Jeremías Echeverri; Ресистенсија, 2. јануар 2006) је аргентински фудбалер баскијског порекла који тренутно наступа за Манчестер сити. Игра на позицији офанзивног везног играча.

## Успеси
Ривер Плејт
- Прва лига Аргентине (1) : 2023.[5]
- Трофеј шампиона  (1) : 2023.[6]
- Суперкуп Аргентине  (1) : 2023.[7]

Појединачни
- Најбољи стрелац Јужноамеричког првенства до 17 година: 2023.[8]